# Webster Barnaby
Webster Barnaby (Birmingham, Inglaterra, 9 de diciembre de 1959) es un político británico-estadounidense, afiliado al Partido Republicano. Actualmente, se desempeña como miembro de la Cámara de Representantes de Florida por el 29.º distrito.

## Primeros años y educación
Barnaby nació el 9 de diciembre de 1959 en Birmingham, Reino Unido. Obtuvo un título de asociado en negocios del Birmingham Metropolitan College.

## Carrera
Después de trabajar en la industria hotelera en las Islas Vírgenes de los Estados Unidos, Barnaby se mudó a Deltona (Florida) en 1991. De 1994 a 2010, Barnaby trabajó como gerente de distrito para National Write Your Congressman. Más tarde se desempeñó en el Concejo Municipal de Deltona entre 2012 y 2020. Como pastor, ha dado discursos de apertura para varios mítines de Donald Trump. Barnaby fue elegido miembro de la Cámara de Representantes de Florida en noviembre de 2020.

## Posiciones ideológicas

### Transexuales
Durante un debate de abril de 2023 sobre un proyecto de ley de baños, Barnaby se refirió a las personas transexuales como “demonios y diablillos” que fingen ser parte de este mundo después de compararlos con los mutantes de la franquicia X-Men.

## Vida personal
Barnaby se convirtió en ciudadano estadounidense naturalizado en 1998. Él y su esposa, Silvia, tienen dos hijos: Britney y Adrian.

## Resultados electorales

### Cámara de Representantes de Florida
|  | 56.19 % |

|  | 59.51 % |

|  | 55.64 % |